# Étrepy
Étrepy est une commune française, située dans le département de la Marne en région Grand Est.

## Géographie

### Localisation
Étrepy se trouve au sud-est du département de la Marne, en région Grand Est, à la limite avec le département de la Haute-Marne. La commune appartient à la région agricole du Perthois.
La commune d'Étrepy s'étend sur une superficie de 763 hectares. Sur son territoire, l'altitude varie de 112 à 133 mètres. Le nord de la commune — arrosé par la Saulx, son affluent l'Ornain et le canal de la Marne au Rhin — est occupé par des bois et prairies. Le village d'Étrepy se trouve entre la Saulx et la route départementale 995 (ancienne route nationale 395). Au sud, le territoire est principalement dédié à l'agriculture.
Par la route, Étrepy se situe à 49 km de Châlons-en-Champagne, préfecture de la Marne, à 30 km de Bar-le-Duc, préfecture de la Meuse, à 23 km de Saint-Dizier, principale ville de la Haute-Marne, à 19 km de Vitry-le-François, sa sous-préfecture de rattachement, et à 9 km de Sermaize-les-Bains, bureau centralisateur du canton de Sermaize-les-Bains dont dépend Étrepy depuis 2015. La commune fait en outre partie du bassin de vie de Revigny-sur-Ornain, commune de la Meuse distante de 19 km par la route.
Étrepy est limitrophe de 4 communes :
|                      |        | Heiltz-le-Maurupt  |
| Bignicourt-sur-Saulx | Étrepy | Pargny-sur-Saulx   |
|                      |        | Maurupt-le-Montois |

### Hydrographie

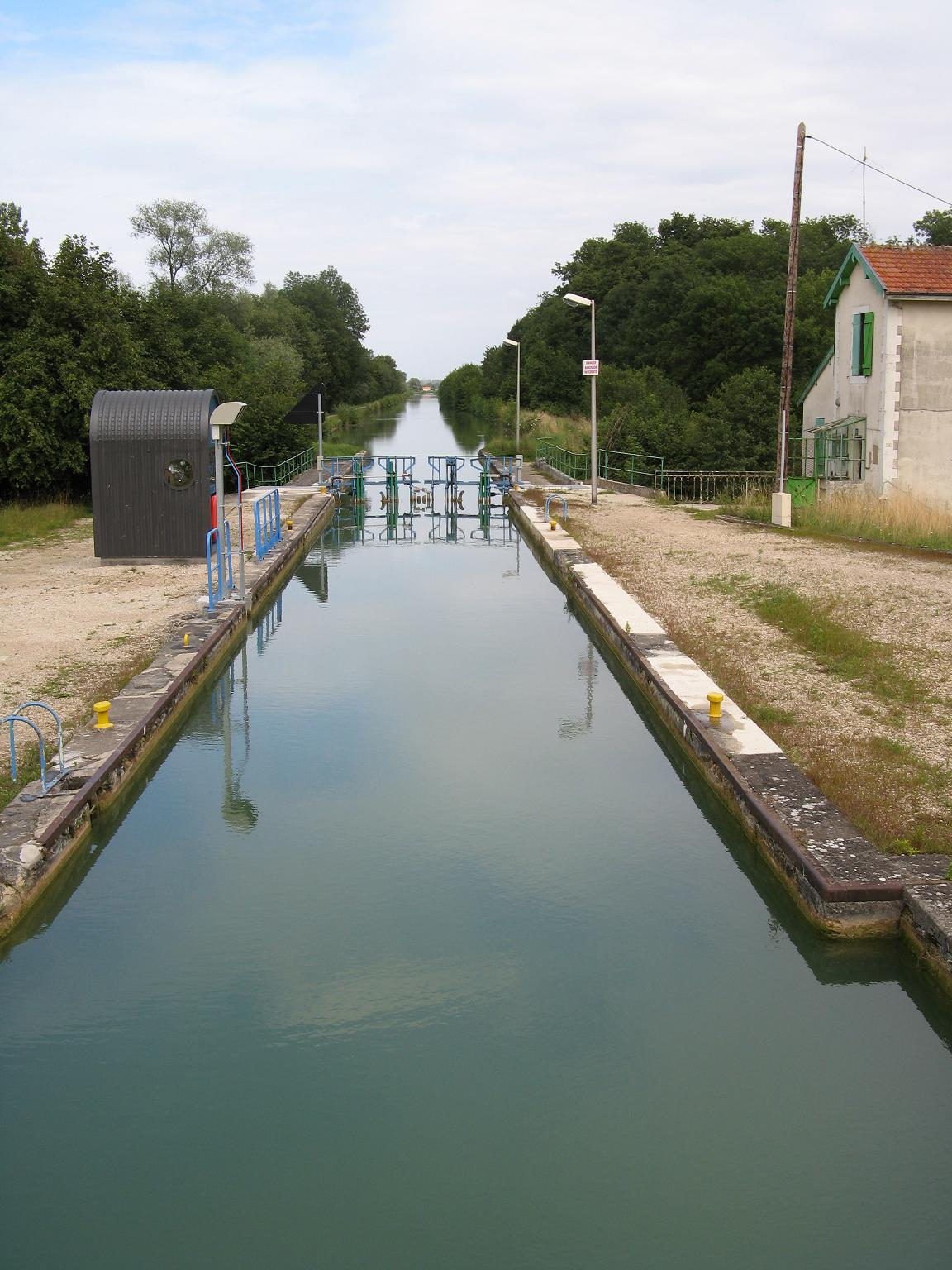
L'écluse d'Étrepy sur le canal de la Marne au Rhin.

La commune est dans la région hydrographique « la Seine de sa source au confluent de l'Oise (exclu) » au sein du bassin Seine-Normandie. Elle est drainée par la Saulx, le canal de la Marne au Rhin, l'Ornain, le Fossé du Bacon, la Noue du Port, le canal 01 de la Saussaie Huart, le canal 02 de la Saussaie Huart, le Fossé de la Fontaine Hany, le Grand Fossé, le ruisseau du Gohan, divers bras de l'Ornain et divers autres petits cours d'eau,.
La Saulx, d'une longueur de 115 km, prend sa source dans la commune de Germay et se jette dans la Marne à Vitry-le-François, après avoir traversé 39 communes. 
L'Ornain, d'une longueur de 116 km, prend sa source dans la commune de Grand et se jette dans la Saulx sur la commune, après avoir traversé 36 communes. 
Le canal de la Marne au Rhin, long de 293 km et 178 écluses à l'origine, relie la Marne (à Vitry-le-François) au Rhin (à Strasbourg). Par le canal latéral à la Marne, il est connecté au réseau navigable de la Seine vers l'Île-de-France et la Normandie. 

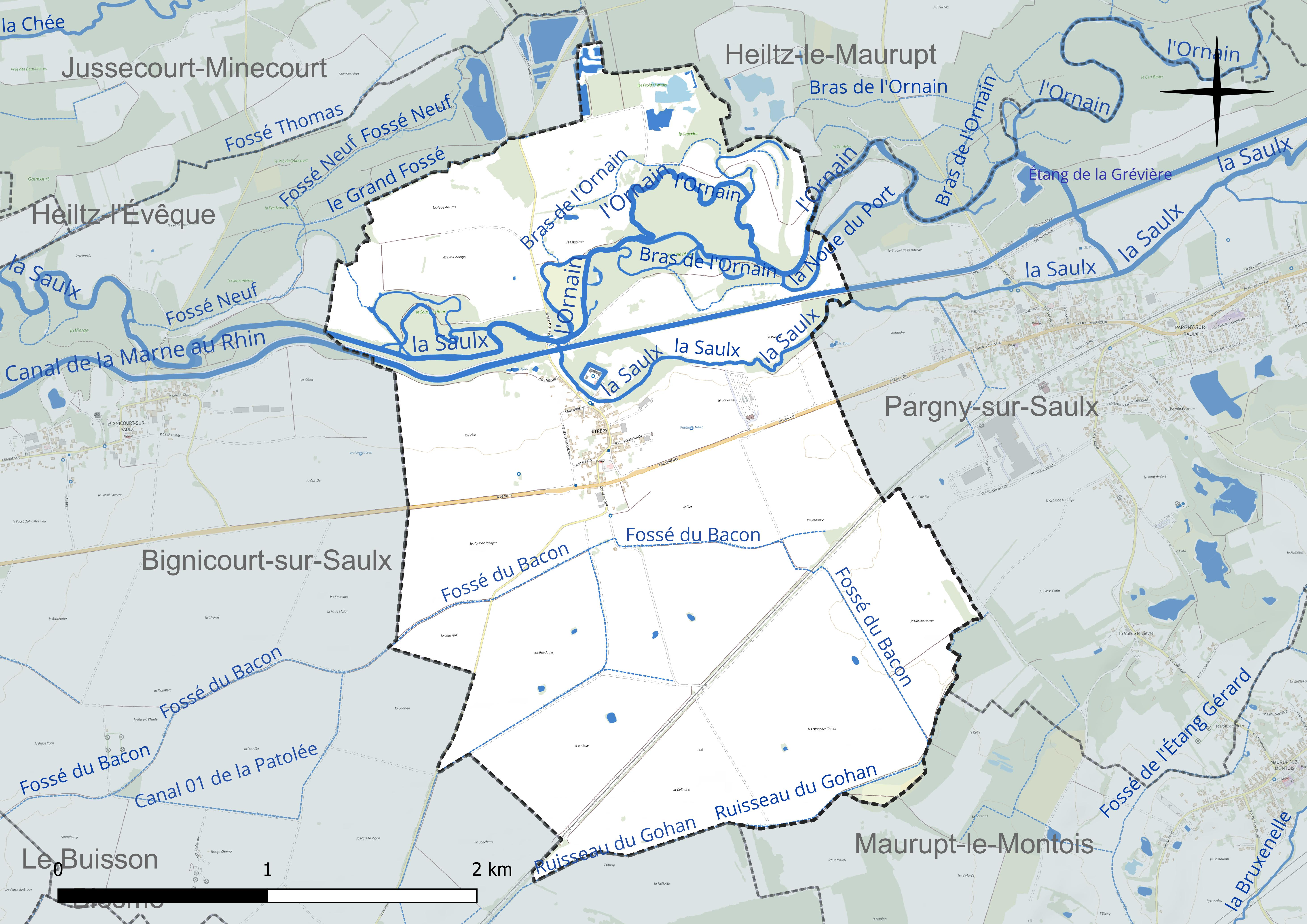
Réseau hydrographique d'Étrepy.

### Climat
Pour des articles plus généraux, voir Climat du Grand Est et Climat de la Marne.
En 2010, le climat de la commune est de type climat des marges montargnardes, selon une étude du Centre national de la recherche scientifique s'appuyant sur une série de données couvrant la période 1971-2000. En 2020, Météo-France publie une typologie des climats de la France métropolitaine dans laquelle la commune est exposée à un climat océanique altéré et est dans une zone de transition entre les régions climatiques « Nord-est du bassin Parisien » et « Lorraine, plateau de Langres, Morvan ». 
Pour la période 1971-2000, la température annuelle moyenne est de 10,5 °C, avec une amplitude thermique annuelle de 15,7 °C. Le cumul annuel moyen de précipitations est de 846 mm, avec 12,7 jours de précipitations en janvier et 9 jours en juillet. Pour la période 1991-2020, la température moyenne annuelle observée sur la station météorologique de Météo-France la plus proche, « Frignicourt », sur la commune de Frignicourt à 17 km à vol d'oiseau, est de 11,5 °C et le cumul annuel moyen de précipitations est de 694,6 mm. 
La température maximale relevée sur cette station est de 41,7 °C, atteinte le 25 juillet 2019 ; la température minimale est de −22 °C, atteinte le 9 janvier 1985,,. 
Les paramètres climatiques de la commune ont été estimés pour le milieu du siècle (2041-2070) selon différents scénarios d'émission de gaz à effet de serre à partir des nouvelles projections climatiques de référence DRIAS-2020. Ils sont consultables sur un site dédié publié par Météo-France en novembre 2022.

## Urbanisme

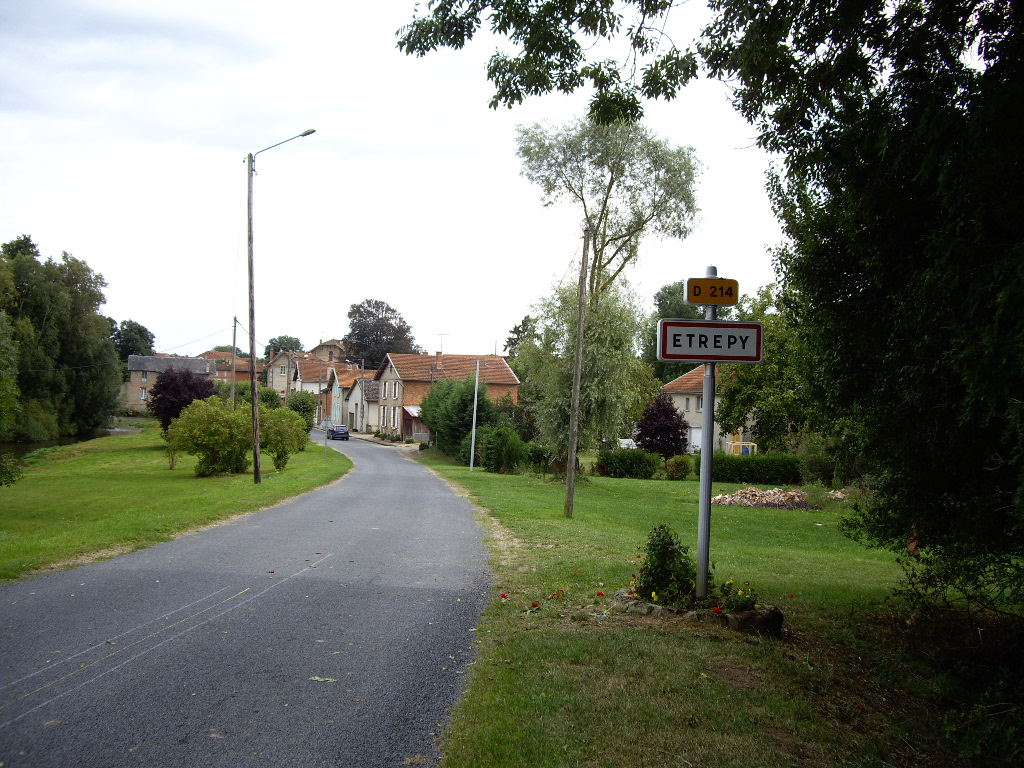
Entrée d'Étrepy, par le « bas du pays ».

### Typologie
Au 1er janvier 2024, Étrepy est catégorisée commune rurale à habitat dispersé, selon la nouvelle grille communale de densité à sept niveaux définie par l'Insee en 2022.
Elle est située hors unité urbaine. Par ailleurs la commune fait partie de l'aire d'attraction de Vitry-le-François, dont elle est une commune de la couronne,. Cette aire, qui regroupe 73 communes, est catégorisée dans les aires de moins de 50 000 habitants,.

### Occupation des sols
L'occupation des sols de la commune, telle qu'elle ressort de la base de données européenne d’occupation biophysique des sols Corine Land Cover (CLC), est marquée par l'importance des territoires agricoles (81,3 % en 2018), en augmentation par rapport à 1990 (80,3 %). La répartition détaillée en 2018 est la suivante : 
terres arables (64,8 %), forêts (15,2 %), prairies (14,9 %), zones urbanisées (3,5 %), zones agricoles hétérogènes (1,5 %). L'évolution de l’occupation des sols de la commune et de ses infrastructures peut être observée sur les différentes représentations cartographiques du territoire : la carte de Cassini (XVIIIe siècle), la carte d'état-major (1820-1866) et les cartes ou photos aériennes de l'IGN pour la période actuelle (1950 à aujourd'hui).

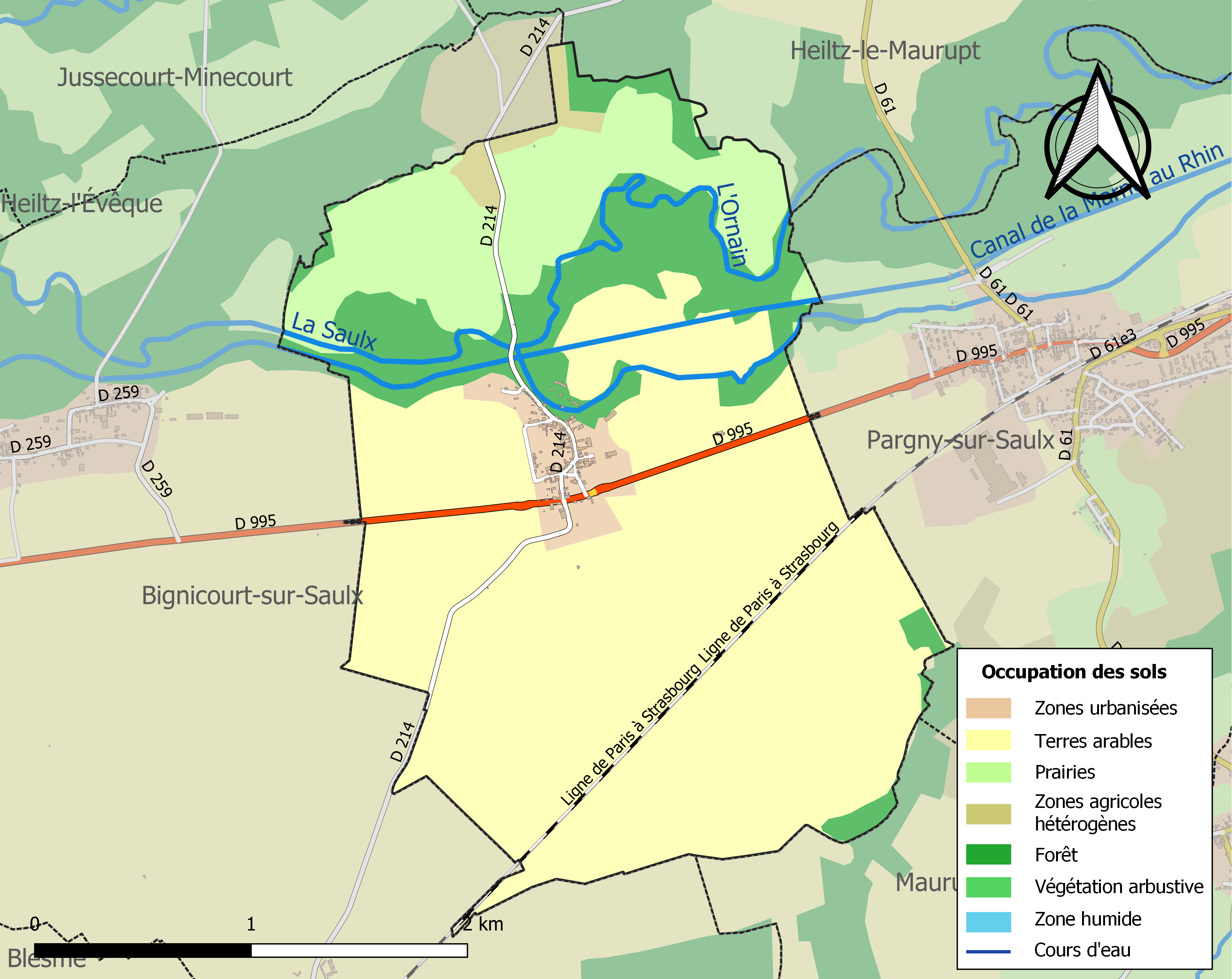
Carte des infrastructures et de l'occupation des sols de la commune en 2018 (CLC).

## Toponymie
Le nom de la localité est attesté sous les formes : Stirpeium (commencement du XIe siècle) ; Sterpeium (1131-1142) ; Strepeium (1148) ; Estrepiacum (1159) ; Estrepei (1273) ; Estrepeium (1179) ; Esterpeium (1196) ; Stirpeum (1199) ; Stirpeyum (1220) ; Estripei, Estrepie (vers 1222) ; Estrepeyum (1227) ; Strepeium (1228) ; Strepi, Stripeium (vers 1240) ; Estripeium (1243) ; Estrepi (1273) ; Styrpeium (XIIIe siècle) ; Estrepé (vers 1300) ; Estrepy (1400) ; Estreppy (1411) ; Étrepie (1723).

Le nom du lieu tire son origine du mot latin strata via du nom d'une ancienne voie romaine.[réf. nécessaire]

## Histoire
Les premières et les uniques mentions du Moyen Âge sont dans l´an 885. L´empereur Charles III souscrivit trois donations pour eveques, abbayes et chanoines en stirpiaco villa (Regesta Imperii I., 1705-1707).

## Politique et administration
| Période                                  | Période    | Identité                                         | Étiquette | Qualité                        |
| ---------------------------------------- | ---------- | ------------------------------------------------ | --------- | ------------------------------ |
| Les données manquantes sont à compléter. |            |                                                  |           |                                |
| avant 1877                               | après 1879 | Davy de Chavigné                                 |           |                                |
| mars 2001                                | mars 2008  | Emmanuel Gérardin                                |           |                                |
| mars 2008                                | En cours   | Pierre Le Guillou Réélu pour le mandat 2020-2026 |           | Réélu pour le mandat 2014-2020 |

## Équipements et services publics

### Eau et déchets
Le service public des déchets est assuré par le Syndicat mixte du Sud-Est Marnais (SYMSEM), qui a mis en place une redevance incitative. La collecte des ordures ménagères résiduelles (en bacs noirs pucés ou en sacs rouges prépayés) et des emballages ménagers recyclables (en sacs jaunes) est réalisée en porte à porte. Le SYMSEM adhérant au syndicat de valorisation des ordures ménagères de la Marne (SYVALOM), ces déchets sont amenés en centre de transfert à Sainte-Menehould ou Vitry-en-Perthois, puis valorisés sur le site de La Veuve. La collecte du verre se fait en apport volontaire, avant transformation dans une usine de Reims. Pour les déchets volumineux ou dangereux, le SYMSEM met à disposition de ses habitants une plateforme de déchets verts et gravats, à Saint-Amand-sur-Fion, ainsi que 12 déchèteries, à Arrigny, Courtisols, Givry-en-Argonne, Mairy-sur-Marne, Pargny-sur-Saulx, Pogny, Sainte-Menehould, Thiéblemont-Farémont, Valmy, Vanault-les-Dames, Villers-en-Argonne et Ville-sur-Tourbe.

### Postes et télécommunications
Une boîte aux lettres de La Poste se trouve sur le territoire de la commune, Grande Rue. Le bureau de poste le plus proche l'agende postale communale de Pargny-sur-Saulx, à environ 2 km d'Étrepy.

### Justice, sécurité et secours
Du point de vue judiciaire, Étrepy relève du conseil de prud'hommes, du tribunal de commerce, du tribunal judiciaire, du tribunal paritaire des baux ruraux et du tribunal pour enfants de Châlons-en-Champagne, dans le ressort de la cour d'appel de Reims. Pour le contentieux administratif, la commune dépend du tribunal administratif de Châlons-en-Champagne et de la cour administrative d'appel de Nancy.
Étrepy est située en secteur Gendarmerie nationale et dépend de la brigade de Sermaize-les-Bains.
En matière d'incendie et de secours, la caserne la plus proche est celle de Sermaize-les-Bains, rattachée au Service départemental d'incendie et de secours (SDIS) de la Marne. 

## Démographie
L'évolution du nombre d'habitants est connue à travers les recensements de la population effectués dans la commune depuis 1793. Pour les communes de moins de 10 000 habitants, une enquête de recensement portant sur toute la population est réalisée tous les cinq ans, les populations de référence des années intermédiaires étant quant à elles estimées par interpolation ou extrapolation. Pour la commune, le premier recensement exhaustif entrant dans le cadre du nouveau dispositif a été réalisé en 2005.

En 2022, la commune comptait 115 habitants, en évolution de −17,27 % par rapport à 2016 (Marne : −1,19 %, France hors Mayotte : +2,11 %).
| 1793 | 1800 | 1806 | 1821 | 1831 | 1836 | 1841 | 1846 | 1851 |
| ---- | ---- | ---- | ---- | ---- | ---- | ---- | ---- | ---- |
| 267  | 292  | 310  | 293  | 303  | 305  | 306  | 300  | 302  |

| 1856 | 1861 | 1866 | 1872 | 1876 | 1881 | 1886 | 1891 | 1896 |
| ---- | ---- | ---- | ---- | ---- | ---- | ---- | ---- | ---- |
| 310  | 323  | 321  | 311  | 301  | 279  | 256  | 267  | 268  |

| 1901 | 1906 | 1911 | 1921 | 1926 | 1931 | 1936 | 1946 | 1954 |
| ---- | ---- | ---- | ---- | ---- | ---- | ---- | ---- | ---- |
| 263  | 245  | 236  | 194  | 189  | 198  | 209  | 240  | 207  |

| 1962 | 1968 | 1975 | 1982 | 1990 | 1999 | 2005 | 2006 | 2010 |
| ---- | ---- | ---- | ---- | ---- | ---- | ---- | ---- | ---- |
| 191  | 175  | 152  | 151  | 156  | 141  | 147  | 147  | 136  |

| 2015 | 2020 | 2022 | - | - | - | - | - | - |
| ---- | ---- | ---- | - | - | - | - | - | - |
| 140  | 121  | 115  | - | - | - | - | - | - |

## Culture locale et patrimoine

### Lieux et monuments
- Église Saint-Maurice d'Étrepy du XVe siècle, monument historique Notice no PA00078706, sur la plateforme ouverte du patrimoine, base Mérimée, ministère français de la Culture
- Château d'Étrepy, du XVIIe siècle, monument historique Notice no PA51000017, sur la plateforme ouverte du patrimoine, base Mérimée, ministère français de la Culture
- Fontaine-lavoir « le Cygne », lavoirs et fontaines
- Le Canal de la Marne au Rhin et l'écluse d'Étrepy

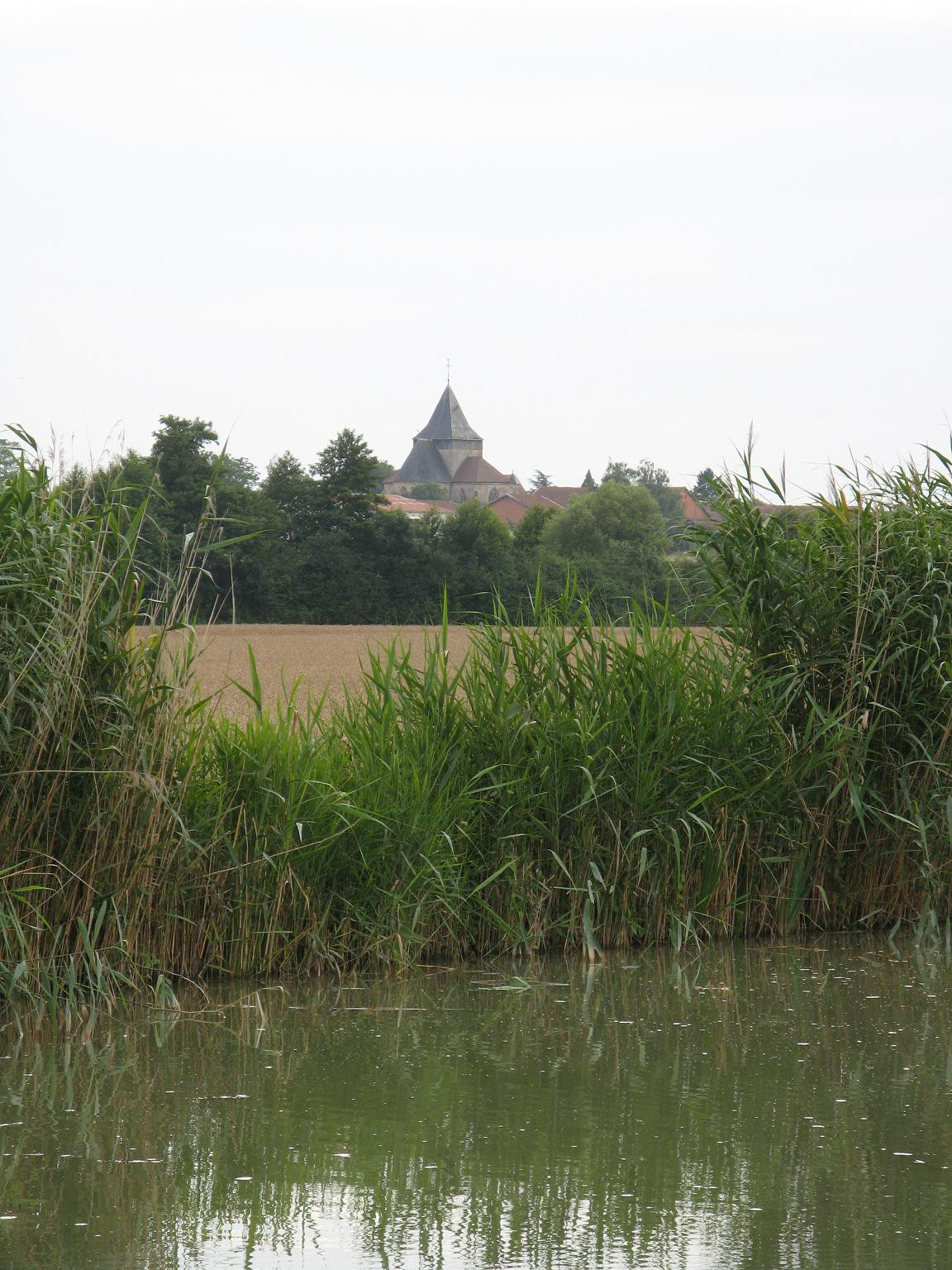
Le clocher de l'église, vu du canal.
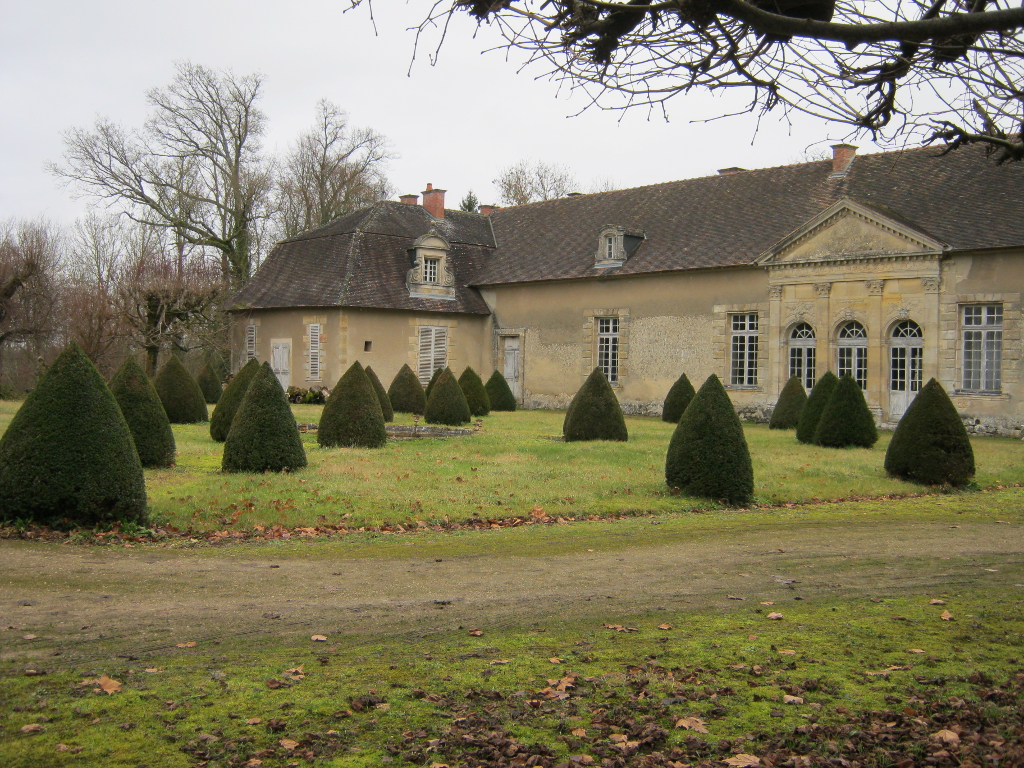
Le château.
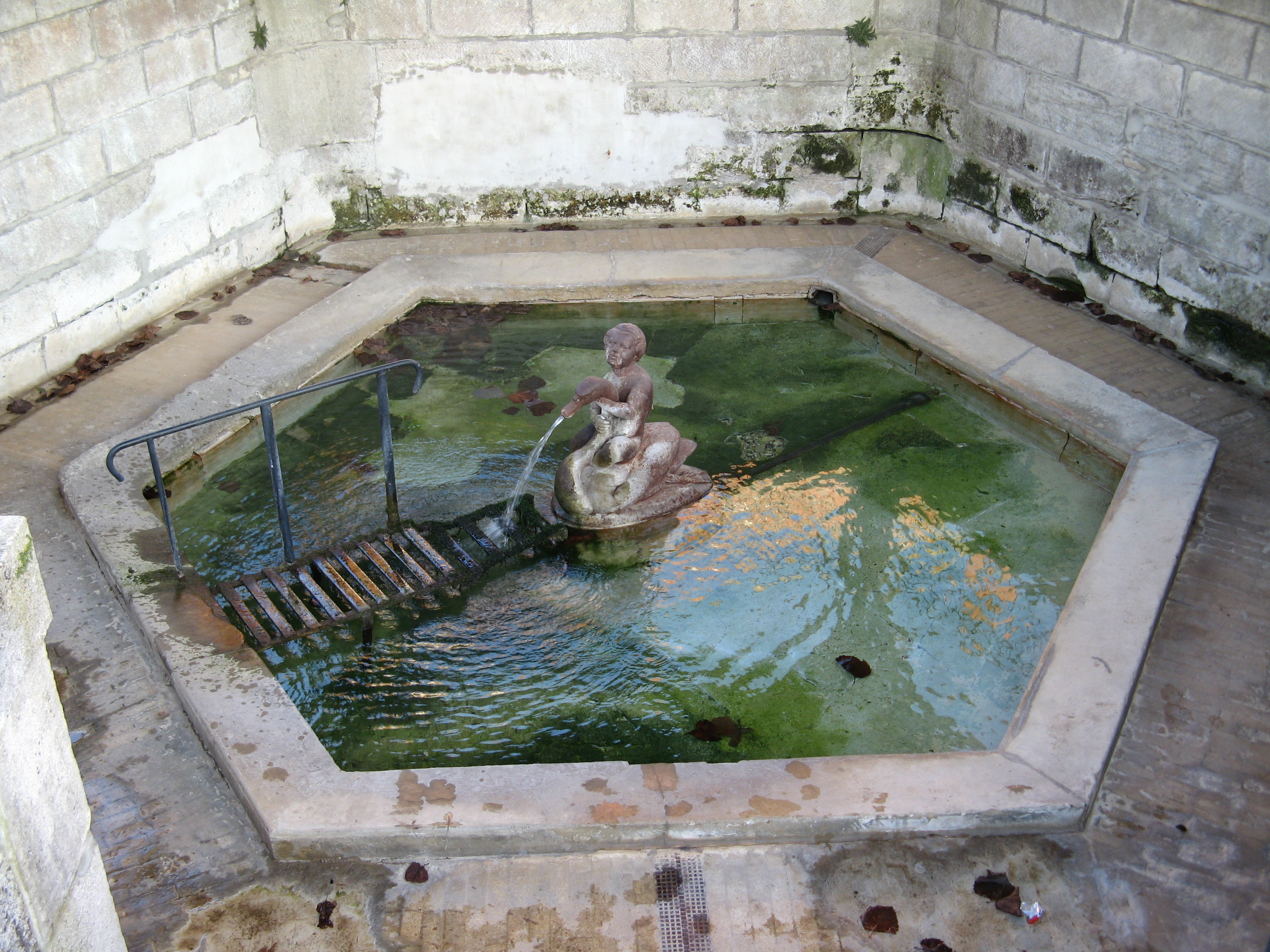
La fontaine « le Cygne ».
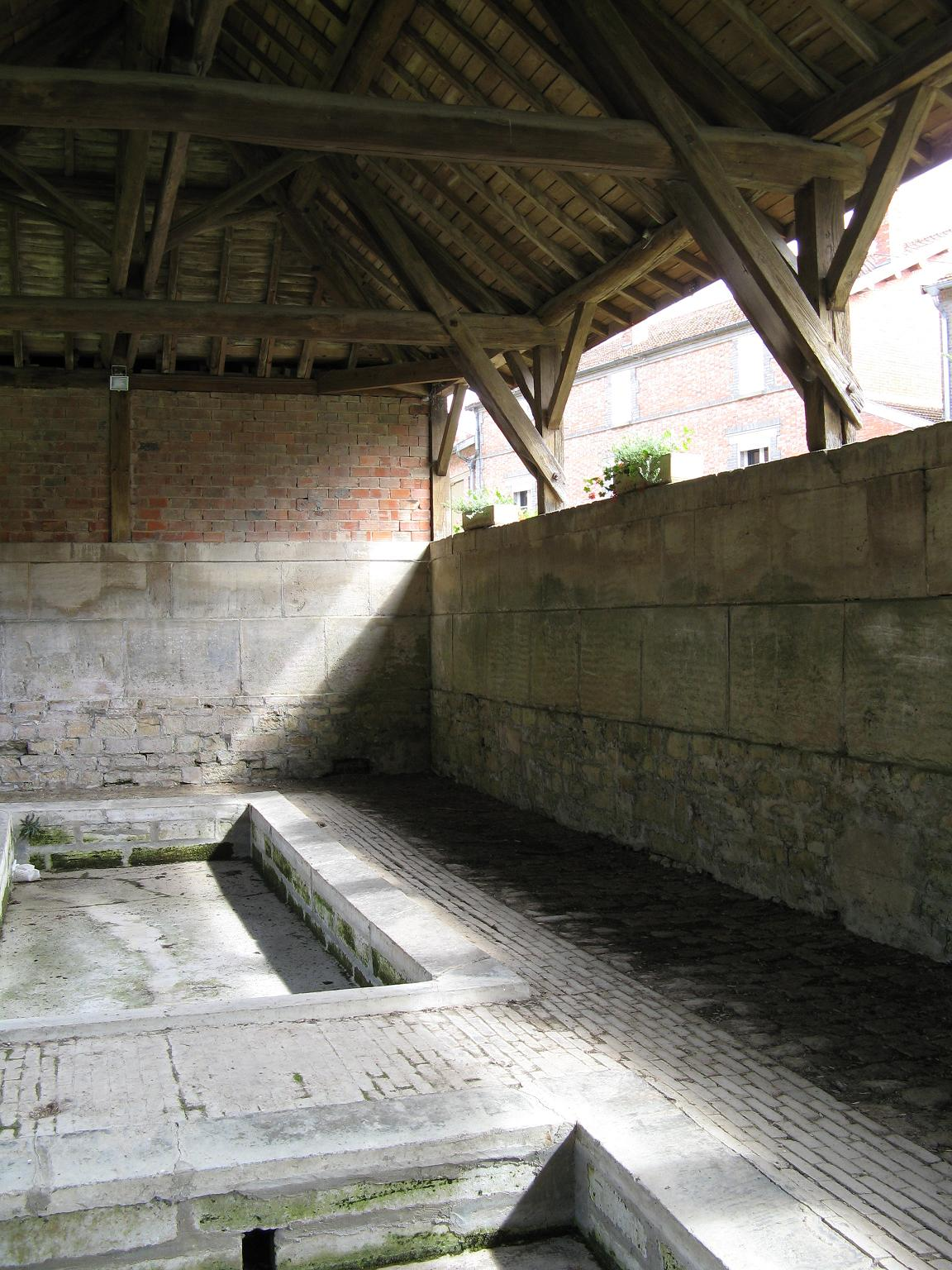
Le lavoir.
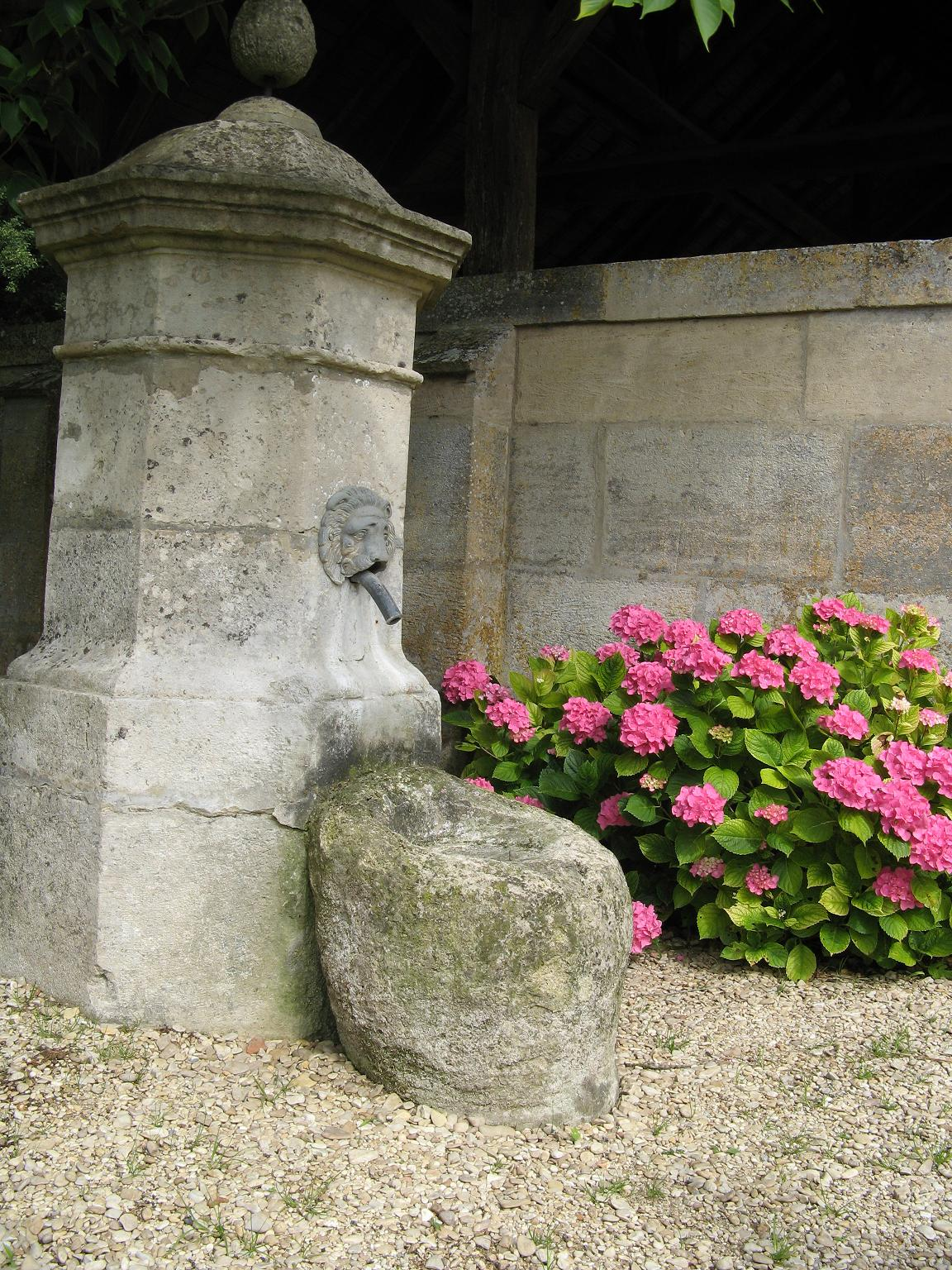
Une fontaine près du lavoir.

### Personnalités liées à la commune
- Jean-Baptiste-Léon Morillot, député né le 19 juillet 1838 à Étrepy. Maire d'Étrepy et conseiller général de la Marne pour le canton de Thiéblemont puis se porta comme candidat conservateur libéral, aux élections de 1889 dans l'arrondissement de Vitry-le-François et y fut élu contre le candidat républicain). Il suivit les cours de droit et y fut reçu docteur. Il entra au Conseil d'État comme auditeur, remplit les fonctions de sous-chef des sections étrangères à l'exposition universelle de 1867 et celles de secrétaire de la commission d'enquête sur le régime économique de la France. Chef adjoint au cabinet du ministère de l'instruction publique au moment de la guerre franco-prussienne, il donna sa démission, s'engagea dans les mobiles et à la paix rentra dans ses propriétés et s'occupa d'agriculture. Entre autres travaux, il a publié un ouvrage sur la Condition des enfants nés hors mariage en Europe et spécialement en France dans l'Antiquité, au Moyen Âge et de nos jours.